# شیمپی ناکایاما
شیمپی ناکایاما (انگلیسی: Shinpei Nakayama; ۲۲ مارس ۱۸۸۷ – ۳۰ دسامبر ۱۹۵۲) آهنگساز، و ترانه‌پرداز اهل ژاپن بود.